# نظرية التحكم المزدوج
نظرية التحكم المزدوج (الثنائي) هي فرع من فروع نظرية التحكم والتي تتعامل مع التحكم في الأنظمة التي تكون خصائصها غير معروفة .
- يسمى التحكم بالمزدوج لأنه أثناء التحكم في نظام ما تكون وظائف المتحكم ثنائية :

1. التطبيق :التحكم في النظام بناء على معرفة تيار النظام .
2. التحرى :لتجربة النظام ولمعرفة سلوكه والتحكم الأفضل به في المستقبل .

هاتان الوظيفتان يمكن أن يتداخلا جزئيًا مع بعضهما البعض .
- لقد طور الكسندر أرنوفيتش فيلدبوم نظرية التحكم المزدوج عام 1960، ولقد بين في الأساس أنه يمكن الوصول للحل الأمثل والاقتصادى عن طريق البرمجة الديناميكية، ولكنه غير عملى بسبب عدد الطرق التي ابتكر لتصميم المتحكم المزدوج الاقتصادى .

## مثال
لاستخدام التجانس (التشابه الجزئي): إذا كنت تقود سيارة جديدة وتريد أن تصل إلى مقصدك بسهولة وبسعر رخيص، ولكن أيضًا تريد أن تعرف كيفية أداء سرعة السيارة والفرامل لكى تشعر بإحساس جيد أثناء قيادتها، ولذلك السبب سوف تقوم بعمل مناورات اختبار، وبالمثل فإن المتحكم المزدوج سوف يقوم ببث إشارة تحقق إلى النظام والتي من الممكن أن تؤثر على الأداء لفترة قصيرة ولكنها سوف تحسن من التحكم في المستقبل .